# Nissan Elgrand
O Elgrand é uma van de luxo fabricada pela Nissan. O Elgrand possui duas versões. Foi feito exclusivamente para o mercado asiático. Está disponível em 7 e 8 lugares.